# Kenth Philipson
Kenth Philipson eller Lord K. Philipson, (fullt namn: Kenth Daemon Philipson), född 1973 , är en svensk musiker, kompositör, och gitarrist. Han är grundare av The Project Hate MCMXCIX och har tidigare spelat i bland annat Torture Division, God Among Insects, Leukemia, Lame, Toolshed, Rosicrucian och House of Usher. Han har även varit livegitarrist och -basist åt exempelvis Candlemass, Grave, Vomitory och Dark Funeral. Utöver det drev han under många år metalhemsidan Global Domination.